# Paul Riebeck

Paul Riebeck als Bonner Hanseat

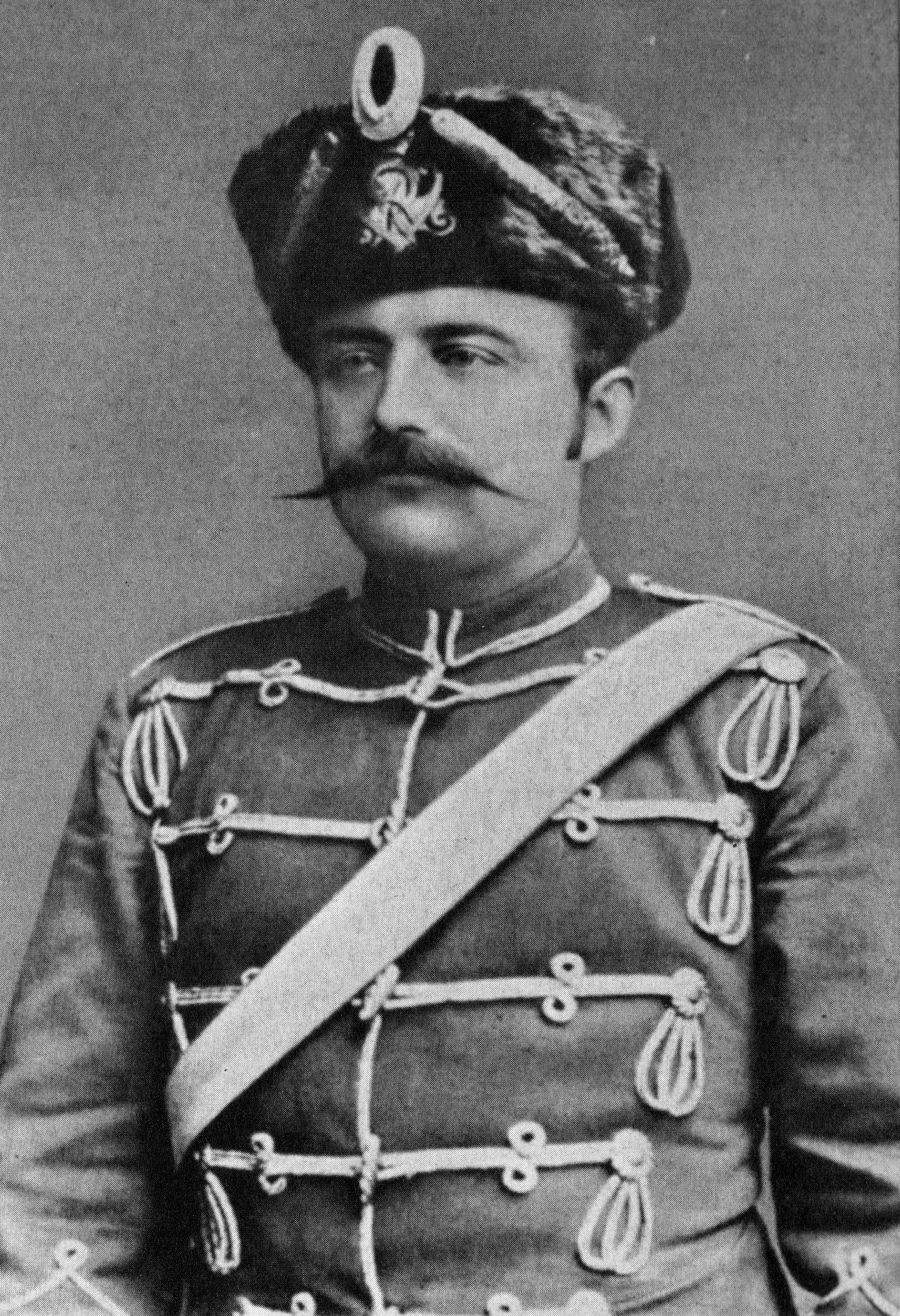
Paul Riebeck

Paul Riebeck (* 9. Oktober 1859 in Weißenfels; † 10. Oktober 1889 in Yokohama; vollständiger Name Johann Wilhelm Paul Riebeck) war ein deutscher Chemiker und Unternehmer. Die Paul-Riebeck-Stiftung trägt seinen Namen.

## Leben
Riebeck studierte Chemie an den Universitäten Bonn 1879 und Halle. In Bonn war er Mitglied des Corps Hansea Bonn und in Halle bei Corps Guestphalia Halle.
Der Sohn Carl Adolf Riebecks und Bruder des Ethnologen Emil Riebeck litt an einer unheilbaren Lungen- und Nierenkrankheit. Er verwirklichte sich 1887 einen Lebenstraum und bestellte den Tropenmediziner Carl Anton Mense zu seinem Leibarzt, um mit ihm eine Weltreise anzutreten. Gemeinsam mit Mense bereiste er Südafrika. Weitere Stationen auf Riebecks letzter Reise waren Neuseeland, Australien, Samoa, Singapur, China sowie Japan, wo er verstarb.
Seinem letzten Wunsch entsprechend floss ein beträchtlicher Teil seines Vermögens in die 1894 gegründete Paul-Riebeck-Stiftung für Alte und Kranke. Das von der Stiftung zwischen 1894 und 1896 erbaute Paul-Riebeck-Stift wurde zur größten sozialen Einrichtung in der Stadt Halle (Saale). Das fünfgeschossige, nach den Plänen der Architekten Alfred Grenander und Otto Spalding errichtete historistische Bauwerk ist von einem Park umgeben und erhielt die volkstümliche Bezeichnung Hallenser Schloss. Der denkmalgeschützte Bau beherbergt noch heute ein Altenpflegeheim.